# 2003年北アメリカ大停電

停電地域

北アメリカ大停電（きたアメリカだいていでん）は、2003年8月14日、アメリカ合衆国北東部と中西部の一部、およびカナダのオンタリオ州にまたがる広範囲で起こった大停電である。29時間続いた。

## 概要

### 被害

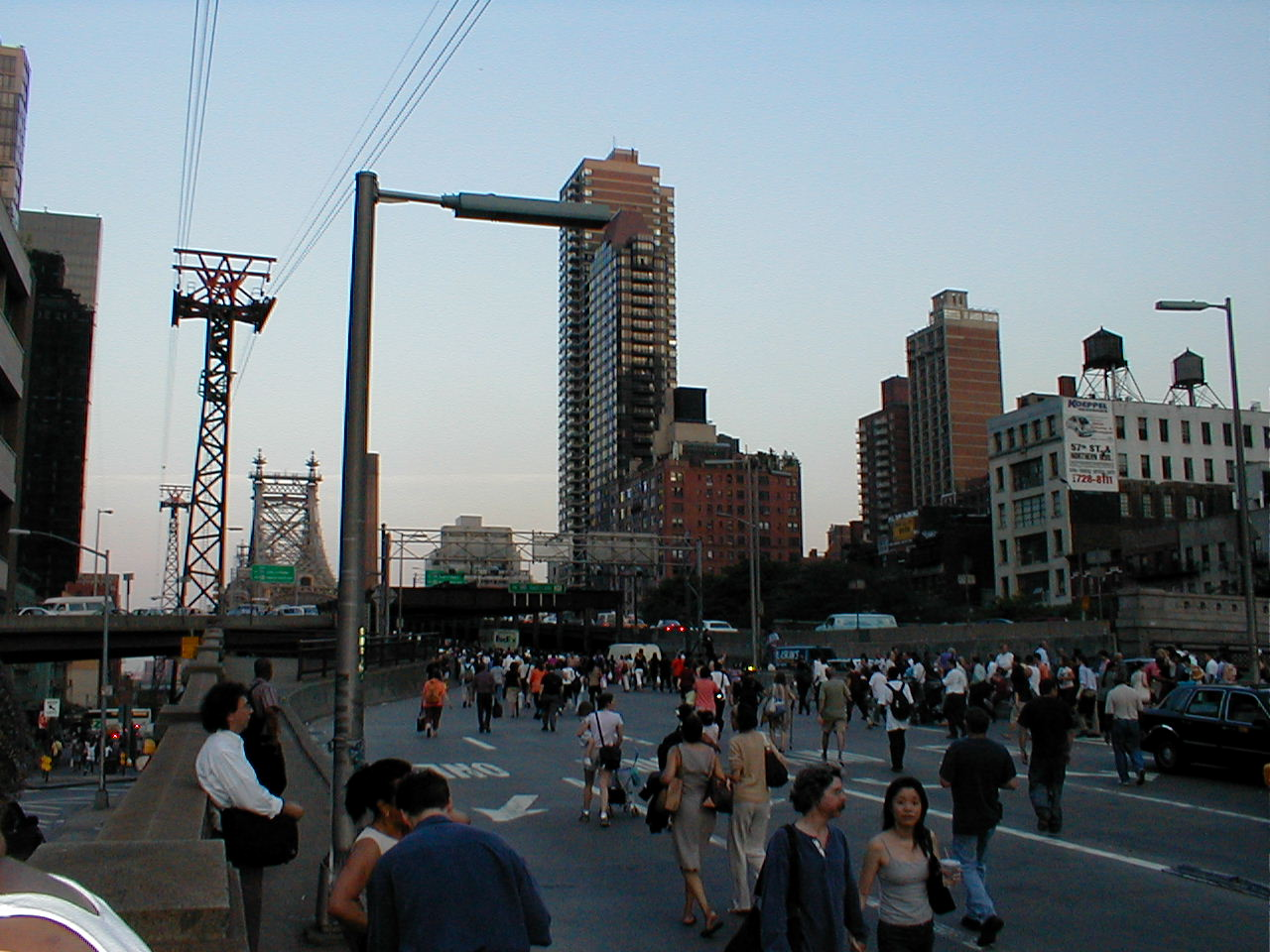
歩道と化した道路

アメリカ合衆国4000万人、カナダ1000万人の計5000万人がこの停電による被害を受け、この間の金融赤字は60億ドル(約7000億円)と見積もられた。特に、航空会社や証券取引所は、この日だけで大赤字となった。
ほとんどの交通機関が麻痺した結果、ニューヨーク、クリーブランド、デトロイト、トロント、オタワなどの大都市では、自動車道路が歩道となり、交通麻痺となってしまったため、人の渋滞が発生し、公園や路上で一晩を明かす仕事帰りの人や学生などが多く出た。
また、真夏だったため翌日の日中は気温が30℃以上になったが、エアコンや扇風機が使用できなかった。

### 原因
原因は当初、様々な説が唱えられていた。報告書ができるものの、未だ様々な説が唱えられている。
現在、最も有力とされる原因は、送電管理システムのダウンにより連鎖反応を起こしたためとされている。また、停電事故報告書は、早期警告装置が誤作動を起こし、そのうえ、オハイオ州の木の巨大な枝が落下したため、主要な3つの電線路の送電が停止したことが理由だとしている。

## 停電にあった地域
- オンタリオ州
- ミシガン州
- オハイオ州
- ペンシルベニア州
- ニューヨーク州
- ニュージャージー州
- コネチカット州
- ニューハンプシャー州